# 虹彩六號：愛國者
《彩虹六号：爱国者》，是由育碧蒙特利尔、红色风暴娱乐、育碧多伦多开发，育碧公司发行的第一人称射击游戏。
该游戏在2011年12月发行的《Game Informer》封面上公布，于2014年取消开发。

## 剧情
虹彩小队前往纽约市，对抗一个自称“真正的爱国者”的恐怖组织。“真正的爱国者”自称是“民粹主义的民兵组织”，并扮演起法官、陪审团和刽子手，代表华尔街腐败的受害者进行报复。

## 发展
育碧公司在发现“有理由相信有人会泄露游戏初步玩法的片段”后，在2011年11月4日提前公布《彩虹六号：爱国者》的预告片。
2012年3月，创意总监大卫·西尔斯、叙事总监理查德·罗斯三世、首席设计师菲利普·泰伦和动画总监布伦特·乔治从游戏开发团队除名。2013年5月，GameStop将《彩虹六号：爱国者》从即将到来的游戏数据库中删除，并取消所有预订。
在2013年E3展会上，育碧公司证实《彩虹六号：爱国者》仍在开发中，并会登陆第八代游戏机。
2014年6月9日，育碧公司宣布《彩虹六号：爱国者》已取消开发，《彩虹六号：围攻》将取代《彩虹六号：爱国者》。

## 彩蛋
在《火線獵殺：野境》的特別任務「天使長」中，救出虹彩六號探員Caveira的弟弟之後，他們在前往安全屋的路上進行了一番交談。Caveira對於幽靈小隊隊長竟然知道他們曾經參與過一項名為「愛國者行動」的失敗且極度機密的任務感到非常驚訝。對於幽靈小隊隊長拒絕透露其獲取這些消息的來源，Caveira冷冷地回應讓對方的消息來源不要多管閒事，同時她也拒絕透露任務的細節。這段劇情實際上是對本作的一個致敬與懷念。